# (2991) Bilbo
(2991) Bilbo est un astéroïde de la ceinture principale.

## Description
(2991) Bilbo est un astéroïde de la ceinture principale d'astéroïdes. Il fut découvert par Martin Watt le 21 avril 1982 à Flagstaff (Observatoire Lowell). Il présente une orbite caractérisée par un demi-grand axe de 2,33 UA, une excentricité de 0,22 et une inclinaison de 5,15° par rapport à l'écliptique.
Il fut nommé en référence à Bilbo(n) Sacquet/Bessac, le personnage central du conte de J. R. R. Tolkien Le Hobbit.

## Compléments